# Ignatie Breanceaninov
Ignatie Breanceaninov (în rusă Игнатий Брянчанинов; născut Dmitri Alexandrovici Breanceaninov la 17 februarie S.V. 5 februarie 1807 – d. 30 aprilie S.V. 12 mai 1867) a fost un prelat al Bisericii Ortodoxe Ruse, episcop al Caucazului și al Mării Negre în secolul al XIX-lea, scriitor prolific de lucrări de spiritualitate. Este considerat sfânt cuvios în ortodoxismul rus, iar prăznuirea sa se face pe 30 aprilie.

## Viața
S-a născut ca Dimitri Alexandrovici Breanceaninov într-o familie înstărită, care deținea mai multe proprietăți. Studiile le-a făcut la Școala Militară din Petersburg. Deși avea succes cu studiile, Ignatie Breanceaninov era profund nefericit acolo, dedându-se la o viață de rugăciune. În 1827 s-a îmbolnăvit grav și din acest motiv a trebuit să părăsească școala. Apoi și-a urmărit vocația monahală și în 1831 a depus votul monahal și a fost tuns cu numele de Ignatie. La scurt timp a fost hirotonit preot.
A fost ridicat repede la rangul de arhimandrit, iar la vârsta de 26 de ani era deja în fruntea mănăstirii Sf. Serghie din St. Petersburg. În 1857 a fost sfințit Episcop al Caucazului și Mării Negre, funcție din care s-a retras după patru ani pentru a se dedica scrisului.
Sf. Ignatie a fost un scriitor prolific, marea majoritate a lucrărilor sale fiind despre trăirea duhovnicească și rugăciune. O parte a scrierilor sale au fost traduse în română, engleză etc. Deși inițial cărțile sale se adresau în primul rând călugărilor, ele sunt recomandate și mirenilor de către reprezentanți ai ortodoxiei, cum ar fi părintele Thomas Hopko.

## Cărți
Cărți în limba română:
- Experiențe ascetice, Editura Sophia, Ed. a 2-a, 2008, 802 pagini, ISBN 978-973-136-084-3
- Fărâmiturile Ospățului, ed. Episcopiei, Alba Iulia, 1996, 268 p. (traducere de: Andrei Andreicuț, arhiepiscop de Alba-Iulia)
- Cuvânt despre moarte, Ed. Sophia, 2006 - ISBN 973-7623-76-8
- Aripi duhovnicești pentru cei osteniți și împovărați (3 vol.), Ed. Sofia, 2001
- Predici la Triod și Penticostar, Ed. Sophia - ISBN 973-8207-62-2
- Experiențe ascetice (4 tomuri), Ed. Sophia
  - Despre rugăciunea lui Iisus. Experiențe ascetice, vol. I, Colecția "Părinți ruși" - ISBN 973-99692-3-2
  - Cuvinte către cei care vor să se mântuiască. Experiențe ascetice, vol. II, Colecția "Părinți ruși"  - ISBN 973-99692-7-5
  - Aripi duhovnicești pentru cei osteniți și împovărați. Experiențe ascetice, vol. III, Colecția "Părinți ruși" - ISBN 973-8207-08-8
  - Călăuza rugătorului. Izbăvirea de durerile ostenelilor zadarnice. Experiențe ascetice, vol. IV, Colecția "Părinți ruși" - ISBN 973-8207-17-7

- Predici la Octoih, Ed. Sophia, 2005 - ISBN 973-7740-48-3
- Despre înșelare, Ed. Anestis
- Ofranda monahilor contemporani, Editura Fundației Dosoftei
- Cuvânt despre om, Editura Bunavestire, 2001
- Despre vedenii, duhuri și minuni, Ed. Sophia, colecția "Părinți ruși" - ISBN 973-85654-0-5

## Canonizarea ca sfânt
Ignatie Breanceaninov a fost canonizat de către Sinodul local al Bisericii Ortodoxe Ruse întrunit în anul 1988. Sfintele sale moaște se află la Mănăstirea Tolga, lângă Iaroslavl. 

## Citate
- Cel care nesocotește rugăciunea își nesocotește mântuirea; cel care renunță la rugăciune, renunță la mântuire.[7]
- Mirenii și chiar călugării fără discernământ duhovnicesc sunt aproape întotdeauna atrași de șarlatani, impostori, ipocriți sau înșelați, pe care îi socotesc sfinți și slugi adevărate ale lui Dumnezeu.[8]